# 命の花
「命の花」（いのちのはな）は、松任谷由実（ユーミン）の歌。1995年2月20日に東芝EMIからシングルでリリースの予定があったシングルCD（TODT-3450）であった。
発売されていれば、27枚目のシングルであった。

## 解説
死をも恐れないほどの情熱的な愛を抽象的に歌ったナンバー。松任谷由実曰く「アシッド演歌」だそうである。TBS系ドラマ『私の運命』後期主題歌である。
同ドラマのサウンドトラックにこの曲は、インストゥルメンタルでしか収録されていない。
ゲストバックコーラスとして、同ドラマで音楽を担当した熊谷幸子が参加している。

## シングル発売中止の経緯
シングルはジャケット写真も決定し、存在が確認されているサンプラーCD（8cm、12cmの2種類あり、8cmの方が数が少ない）がラジオ局などに配られていたが、発売予定日の約1か月前の1995年1月17日に兵庫県南部地震（阪神・淡路大震災）が発生し、詞の中に地震や大火災を連想させる歌詞があったため、被災者の心情を考慮して発売中止となった。

### 収録予定とされていた候補曲
1. 命の花
2. 砂の惑星
『私の運命』の前期主題歌で、こちらはアルバム『THE DANCING SUN』からのシングルカットである。
3. 命の花（オリジナル・カラオケ）
4. 砂の惑星（オリジナル・カラオケ）

作詞・作曲：松任谷由実 / 編曲：松任谷正隆

## アルバムへの収録
発売中止後、松任谷正隆は「この曲は、アルバムに収録しなくても良いのでは?」と収録をためらったが、松任谷由実本人の強い意向により、アルバム『KATHMANDU』に収録された。
アルバム収録の「命の花」は、発売中止となったシングルとは異なるバージョンとなっている。シングル・バージョンは現在まで、正式に音源として発売されていない。